# Union patronale et interprofessionnelle du Congo
L’Union patronale et interprofessionnelle du Congo, en sigle « Unicongo », est la principale organisation patronale de la république du Congo. Fondée en 1958, elle regroupe les entreprises du secteur privé congolais et défend leurs intérêts auprès des pouvoirs publics et institutionnels. L'organisation fédère en 2025 plus de quatre cent membres. Depuis novembre 2022, Michel Djombo est président d'Unicongo.

## Historique
Créée en 1958, l’Union patronale et interprofessionnelle du Congo (Unicongo) est la principale organisation patronale en république du Congo.

## Gouvernance
Le 22 novembre 2022, Michel Djombo est élu président de Unicongo.

## Partenariats et initiatives
Dans le cadre de sa stratégie de mise en réseau, Unicongo a mené une série de visites d’entreprises membres pour encourager la collaboration interprofessionnelle et stimuler une croissance partagée. L’objectif est de mieux connaître les activités de ces entreprises, d’identifier des synergies, et de renforcer les relations entre adhérents. Ces échanges permettent d’aborder des questions liées aux défis opérationnels, à la visibilité sur le marché, ainsi qu’aux perspectives de partenariat.

### Partenariat avec le ministère de l'Enseignement supérieur
Unicongo et le ministère de l’Enseignement supérieur ont conclu un protocole d’accord visant à faciliter l’insertion des étudiants sur le marché de l’emploi. Signé le 26 août 2024 à Brazzaville, cet accord formalise une coopération entre le monde académique et l’entreprise, dans le but de mieux aligner formations universitaires et besoins du marché congolais. Unicongo mobilisera ses membres pour ouvrir des perspectives aux étudiants via des modules pratiques, des rencontres avec les entreprises, et l’accès à sa plateforme de formation. Le ministère, de son côté, impliquera Unicongo dans ses activités liées à l’employabilité et assurera la diffusion du programme mentorat à l’échelle nationale.

### Rencontre des entrepreneurs francophones (5eédition)
Du 26 au 28 juin 2025, Brazzaville a accueilli la 5e édition de la Rencontre des entrepreneurs francophones (REF), coorganisée par l’Alliance des patronats francophones et Unicongo, autour du thème « Francophonie économique : bâtir ensemble une croissance partagée ». Placé sous le patronage du président Denis Sassou-Nguesso, l’événement a réuni plus de 2 800 participants, dont des chefs d’entreprise, décideurs publics et investisseurs issus de 39 pays. En tant que coorganisateur, Uncongo a souligné le rôle central de l’Afrique centrale dans la construction d’un espace économique francophone intégré.

## Perspectives
À l’occasion d’une double assemblée générale en novembre 2024, Unicongo a adopté d’importantes réformes statutaires, marquant une étape clé dans sa modernisation. Ces ajustements visent à renforcer l’efficacité de l’organisation dans la défense des intérêts du secteur privé et à mieux répondre aux défis économiques actuels. Parmi les évolutions notables figure la création d’un poste de deuxième vice-président.